# Albert III. (Namur)
Albert III. (* ab 1035 bezeugt; † 22. Juni 1102) war ab 1063/1064 Graf von Namur, Vogt von Saint-Aubin, Stablo und Malmedy und war der älteste Sohn des Grafen Albert II. und der Reginlinde von Lothringen.
Albert heiratete 1065/66 Ida von Sachsen († 31. Juli 1101), Tochter des Herzogs Bernhard II. (Billunger), Witwe Friedrich II. von Luxemburg († 28. August 1065), 1046 Herzog von Niederlothringen (Wigeriche), Erbin von La Roche-en-Ardenne.
Albert III. von Namur war in den Erbfolgestreit um das Herzogtum Lothringen involviert, der 1076, nach dem Tod des Herzogs Gottfried der Bucklige entbrannte. Dieser hatte per Testament seinen Neffen Gottfried von Bouillon als Erben eingesetzt, ihn zu diesem Zweck auch adoptiert. Die Witwe des verstorbenen Herzogs hingegen, Mathilde von Tuszien, versuchte, Ansprüche in Lothringen durchzusetzen, fand dazu Verbündete in Bischof Dietrich von Verdun und Albert von Namur, die beide Interesse am Nachlass Gottfrieds des Buckligen hatten.
Dietrich bezog den Erzbischof von Reims ein, Lehnsherr für Teile des Erbes, dieser wiederum Papst Gregor VII., mit dem Mathilde untrennbar verbündet war. Mit Zustimmung des Papstes wurde dann die Grafschaft Verdun auf Mathilde übertragen, die wiederum Albert dort als ihren Stellvertreter einsetzte.
Die anstehenden Verhandlungen mit Gottfried von Bouillon scheiterten, so dass König Heinrich IV. eingriff, das Herzogtum seinem eigenen kleinen Sohn Konrad (* 1074; † 1101) gab – und Albert von Namur mit dem Titel vicedux  zu dessen Regenten.
In der Folgezeit konnte sich Gottfried von Bouillon in Niederlothringen gegen Albert behaupten; erst 1085 kam es zu einer umstrittenen Regelung, die erst Jahre später aufgrund der Vorbereitungen Gottfried von Bouillons für den Ersten Kreuzzug einvernehmlich wurde.
Der Herzogstitel in Niederlothringen sank durch den Streit zur Bedeutungslosigkeit herab. Erst die Einführung des Gottesfriedens besserte die Situation im Land – eine Maßnahme, an der Albert mitgewirkt hat, wohl weil er selbst keine andere Möglichkeit mehr sah, den Frieden im Land zu erhalten.

## Nachkommen
Kinder von Albert III. und Ida waren:
- Alix († um 1124); ⚭ Otto II. Graf von Chiny († 1125) (Haus Chiny)
- Friedrich († 1121), Bischof von Lüttich 1119
- Gottfried († 1139), Graf von Namur 1102–1139, Graf von Luxemburg
- Albert († um 1122), Regent von Jaffa für den minderjährigen Grafen Hugo II. von Jaffa
- Heinrich I. († vor 1138) Graf von La Roche, Vogt von Stablo und Malmedy